# 서울상상나라
서울상상나라는 서울특별시 광진구에 있는 어린이 박물관이다.

## 연혁
- 2013년 5월 2일 개관.